# FC Rosengård
Der FC Rosengård ist ein schwedischer Frauenfußballverein aus Malmö und seit 2011 schwedischer Rekordmeister im Frauenfußball. Bis Dezember 2013 lief der Klub, der sich 2007 als ehemalige Frauenfußballabteilung des Malmö FF abgespalten hatte, als Lait de Beauté Football Club Malmö, meistens abgekürzt mit LdB FC Malmö oder LdB FC auf.

## Geschichte
Am 7. September 1970 wurde bei Malmö FF eine Frauenfußball-Abteilung gegründet, nachdem über Anzeigen in der schwedischen Zeitung Arbetet Spielerinnen gesucht worden waren. Unter dem Namen Malmö FF Dam nahm diese fortan an Wettbewerben teil. Die ersten beiden Spielzeiten trat man in der Arbetets damfotbollsserie Västra an. Ab 1973 spielte der Klub hauptsächlich in der Division 2 Södra, seinerzeit die zweithöchste Spielklasse. 1980 wurde die Mannschaft Zweitligameister in ihrer Staffel und schaffte den Aufstieg in die zweigleisige erste Liga.
In den Anfangsjahren belegte Malmö FF Dam stets Mittelfeldplätze. 1986 wurde die Mannschaft Zweiter in der Südstaffel und qualifizierte sich somit für die Play-off-Spiele. Dort stieß man bis ins Finale vor, wo der zweimalige Meister Sunnanå SK besiegt und der erste Meistertitel der Vereinsgeschichte gefeiert werden konnte. Nach einem dritten Platz in der Südstaffel im folgenden Jahr qualifizierte sich MFF Dam für die 1988 eingeführte, eingleisige Damallsvenskan.
Im ersten Jahr der eingleisigen Liga wurde der Klub Tabellendritter und scheiterte im Halbfinale der Play-off-Spiele mit 0:4- und 1:5-Niederlagen deutlich an Jitex BK. Ein Jahr später gelang als Tabellenzweiter der Finaleinzug, wiederum erwies sich Jitex BK als zu stark und man musste sich mit dem Vizemeistertitel begnügen. 1990 wurde die Liga gewonnen und auch im Finale gelangen zwei Siege gegen Öxabäck IF und damit der zweite Meistertitel des Vereins. Zudem wurde der Svenska Cupen durch einen 3:0-Erfolg über Öxabäck errungen. Auch 1991 konnte Malmö FF Dam die Meisterschaft feiern. Die Liga wurde derart dominiert, dass am Saisonende der Tabellenzweite Djurgården Damfotboll neun Punkte Rückstand auf das Team aus Malmö aufwies. In der Meisterschaftsendrunde setzte sich die Mannschaft gegen Gideonsbergs IF und Jitex BK durch. Nachdem 1993 die Meisterschaftsendrunde abgeschafft wurde, gelang zweimal in Folge der Gewinn der Meisterschaft.
In den folgenden Jahren belegte die Mannschaft von MFF stets vordere Plätze, ein weiterer Meistertitel konnte jedoch nicht mehr herausspringen. 1997 gelang durch einen 2:1-Endspielsieg gegen Sunnanå SK der zweite Pokalsieg der Vereinsgeschichte. 2003 zog der Klub erneut ins Pokalfinale ein, dieses Mal wurde das Finale allerdings verloren. Nach Golden Goal konnte sich Umeå IK durchsetzen.
Nachdem Malmö FF Dam in finanzielle Probleme geraten war, wurden Anfang 2007 die Namensrechte verkauft. Für 25,5 Millionen Kronen wurden die Rechte für acht Jahre an das schwedische Kosmetikunternehmen Hardford AB vergeben und der Klub nahm am 11. April 2007 den Namen Lait de Beauté Football Club an, der sich an einer der bedeutendsten Produktlinien des Unternehmens orientierte.
Unter dem neuen Namen setzte sich die Mannschaft direkt unter den ersten drei Mannschaften der schwedischen Meisterschaft fest, in den Spielzeiten 2010 und 2011 gewann sie den Meistertitel. Nachdem im folgenden Jahr die schlechtere Tordifferenz den Meisterschaftskampf zugunsten des punktgleichen Konkurrenten Tyresö FF entschieden hatte, dominierte die Mannschaft in der Spielzeit 2013 erneut den Titelkampf und distanzierte den Vizemeister Tyresö FF um sieben Punkte.
Im Dezember 2013 verkündete der Klub im Zuge einer Fusion die Namensänderung in FC Rosengård, der bis dato so genannte, weniger erfolgreiche, viertklassige Herrenklub, der auch eine unterklassige Frauenmannschaft besitzt, schloss sich mit dem neuen FC Rosengård zu einem Allianzverein zusammen und erweiterte seinen eigenen Namen auf FC Rosengård 1917, wobei die Eigenständigkeit der beiden Vereine formal gewahrt blieb. Beide Vereine besitzen seitdem einen gemeinsamen Internetauftritt.
Auch in den folgenden 2010er Jahren agierte das Team überaus erfolgreich mit drei weiteren Meistertiteln (2014, 2015, 2019) sowie drei Pokaltiteln (2016–2018). Dazu trug unter anderem die brasilianische Weltklassespielerin Marta bei, die von Mitte 2014 bis 2017 für den Klub spielte. Weitere Meisterschaften kamen 2021, 2022 und 2024 hinzu.

## Aktueller Kader
| 01 | Eartha Cumings | Schottland |
| 12 | Angel Mukasa   | Schweden   |
| 48 | Disa Hellwig   | Schweden   |

| 03 | Guðrún Arnardóttir            | Island      |
| 05 | Anni Hartikainen              | Finnland    |
| 06 | Ria Öling                     | Finnland    |
| 08 | Rebecca Knaak                 | Deutschland |
| 11 | Emma Jansson                  | Schweden    |
| 15 | Jessica Wik                   | Schweden    |
| 25 | Emma Berglund                 | Schweden    |
| 44 | Jo-Anne Agbor Tataw Cronquist | Schweden    |

| 17 | Caroline Seger      | Schweden |
| 18 | Halimatu Ayinde     | Nigeria  |
| 19 | Sofie Bredgaard     | Danemark |
| 20 | Mia Persson         | Schweden |
| 24 | Hanna Andersson     | Schweden |
| 40 | Bea Sprung          | Schweden |
| 45 | Tilde Björklund     | Schweden |
| 46 | Mikaela Stojanosvka | Schweden |

| 13 | Olivia Holdt   | Danemark |
| 14 | Emilia Larsson | Schweden |
| 22 | Olivia Schough | Schweden |

Stand: 15. Januar 2025

## Erfolge
als Malmö FF Dam:
- Schwedische Meisterschaft: 1986, 1990, 1991, 1993, 1994
- Schwedischer Pokal:
  - Sieger: 1990, 1997[2]
  - Finalist: 2003

als LdB FC Malmö:
- Schwedische Meisterschaft:  2010, 2011, 2013
- Schwedischer Supercup: 2011, 2012[3]

als FC Rosengård:
- Schwedische Meisterschaft:  2014, 2015, 2019, 2021, 2022, 2024
- Schwedischer Pokal:
  - Sieger: 2016, 2017, 2018, 2022[2]
  - Finalist: 2015
- Schwedischer Supercup: 2014, 2015[3]

## Bekannte Spielerinnen
(Sortierung nach Nationalität)
| - Marta Vieira da Silva - Erin McLeod - Line Røddik Hansen - Kathrin Längert - Anja Mittag - Anita Asante | - Sara Björk Gunnarsdóttir - Ali Riley - Lieke Martens - Manon Melis - Kirsten van de Ven - Anam Imo | - Nilla Fischer - Caroline Jönsson - Lotta Schelin - Therese Sjögran - Ramona Bachmann - Leyla Güngör |